# Nick Thoman
Nick Thoman (n. 6 martie 1986, Cincinnati, Ohio, SUA) este un înotător ce a reprezentat Statele Unite ale Americii, medaliat olimpic. A participat la o ediție a Jocurilor Olimpice (2012) în care a câștigat două medalii de aur și o medalie de argint.